# جاريت جاك
جاريت جاك (بالإنجليزية: Jarrett Jack)‏ مواليد 28 أكتوبر 1983، هو لاعب كرة سلة أمريكي يلعب مع فريق بروكلين نتس في الرابطة الوطنية لكرة السلة ويحمل الرقم 0. يبلغ طوله 6 قدم 3 بوصة (1.9 م).

## فرق لعب لها
- بورتلاند ترايل بلايزرز
- إنديانا بايسرز
- تورونتو رابتورز
- نيو أورلينز بيليكانز
- غولدن ستايت ووريورز
- كليفلاند كافالييرز
- بروكلين نتس

## روابط خارجية
- جاريت جاك على موقع إن بي أي (الإنجليزية)
- جاريت جاك على موقع سبورتس رفرنس (الإنجليزية)
- جاريت جاك على موقع كرة السلة الأوروبية.كوم (الإنجليزية)
- جاريت جاك على موقع إي إس بي إن.كوم (الإنجليزية)
- جاريت جاك على موقع كلية كرة السلة في سبورتس رفرنس.كوم (الإنجليزية)
- جاريت جاك على موقع ريلجم (الإنجليزية)
- جاريت جاك على موقع بروبوليرز (الإنجليزية)
- جاريت جاك على موقع سبورتس رفرنس (الإنجليزية)
- جاريت جاك على موقع سبورتس رفرنس (الإنجليزية)